# 宁海街道 (烟台市)
宁海街道，是中华人民共和国山東省烟台市牟平区下辖的一个乡镇级行政单位。

## 行政区划
宁海街道下辖以下地区：
永安里村、王家疃村、北翠里村、集庆里村、杜家村、西油坊村、东油坊村、胡家楼村、芷坊村、曲家埠村、金岭村、邵家塂村、东李家疃村、西李家疃村、隋家疃村、东系山村、新牟里村、姜家庄村、西北坝村、马家泊村、沙河崖村、苏家疃村、梁家疃村、坝疃村、寇家疃村、石硼村、贵家疃村、堆金泊村、盐滩村、北系山村、王家埠村、孔家疃村、城北村、董家疃村、高金埠村、陈家疃村和西系山村。